# Agrotis quadrigera
Agrotis quadrigera là một loài bướm đêm trong họ Noctuidae.